# Гирга
Ги́рга (Джи́рджа) (араб. جرجا‎) — город и центр района в губернаторстве Сохаг в Египте. Находится в южной части губернаторства, в 35 км к югу от Сохага и в 85 км к севено-западу от Кены, на левом берегу Нила. Население города 120 413 человек (2005).

## Название
По одной из версий, название города восходит к имени сестры Рамзеса II, которую звали Гиргио. Согласно другой версии, город обязан названием монастырю Мэри Гиргис (Святого Георгия) Коптской православной церкви. До сих пор в Гирге имеется кафедра епископа коптской церкви.

## История
Легенда гласит, что недалеко от Гирги находился древний город Тинис, где, согласно древнеегипетскому историку Манефону, произошло объединение Нижнего Египта около 3100 до н.э. Во времена османского правления в Гирге находился независимый вилайет, который просуществовал до середины XVIII века, когда случилась вспышка эпидемии холеры. Холера опустошила город, остатки населения разбежались. Новым основателем города считается шейх Эс-Саюты, который основал на месте города религиозное училище и построил мечеть (мечеть Эс-Саюты). Население города ещё более увеличилось, когда Франция предприняла т. н. Египетский поход. Французы избрали Гиргу базой для своих войск в виду малочисленности населения и почти полного отсутствия сопротивления местного населения. После ухода французских войск, при правлении Мухаммеда Али, Гирга стала центром одного из семи административных районов Египта, в границах от Асьюта до Асуана. В 1960 Гирга вошла в состав губернаторства Сохаг.

## Гирга сегодня
Сегодня Гирга является значительным промышленным и сельскохозяйственным центром в долине Нила. Действует сахарный завод, предприятия по производству кондитерских изделий. Пристань на Ниле. Сельскохозяйственный колледж. Одной из главных достопримечательностей Гирги является мечеть Эс-Сыни (Фарфоровая мечеть).

## Район Гирги
Площадь административного района Гирги составляет 157,59 км². Население 424 554 человек (2001).